# Eduardo Amorim
Eduardo Fernandes Amorim, noto semplicemente come Eduardo Amorim (Montes Claros, 30 novembre 1950), è un allenatore di calcio ed ex calciatore brasiliano, di ruolo centrocampista.

## Biografia
In seguito al ritiro dal mondo del calcio giocato e aver intrapreso la carriera di allenatore, nel 2009 ha avviato un'agenzia (in collaborazione, tra l'altro, con l'ex giocatore César Sampaio) che gestisce i cartellini di alcuni calciatori.

## Caratteristiche tecniche
Giocava come centrocampista o come attaccante. Iniziò al Cruzeiro come ala destra per poi, una volta trasferitosi al Corinthians, spostarsi a centrocampo. Aveva una buona abilità tecnica, ed è considerato l'inventore del drible da vaca.

## Carriera

### Giocatore

#### Club
Debuttò nel Cruzeiro nell'anno 1971, giocando nove partite e segnando un gol nella prima edizione del campionato nazionale; il suo esordio ebbe luogo il 26 settembre al Morumbi contro il San Paolo, mentre la prima rete arrivò il 14 novembre al Maracanã contro il Botafogo. Con la compagine di Belo Horizonte rimase fino al 1982, giocando quasi duecento partite in massima divisione e ottenendo cinque vittorie in àmbito statale. Nel 1976 fece parte della rosa che vinse la Copa Libertadores, presenziando inoltre alla conseguente Coppa Intercontinentale. Lasciato il Cruzeiro per il Corinthians, fu tra i promotori della Democrazia Corinthiana, un periodo importante della storia della società. Contribuì alla conquista del bi-Paulistão 1982 e 1983, giocando come centrocampista. Con il Corinthians giocò fino al 1988, anno in cui passò al Santo André; nel 1989 chiuse la carriera con la maglia dell'Internacional Limeira.

#### Nazionale
Nel 1975 ottenne la convocazione per la Copa América. Tuttavia, non fu mai impiegato dal CT Brandão. Nel 1977 giocò un'amichevole contro il Milan in Italia, e fu la sua unica presenza con il Brasile.

### Allenatore
All'inizio della sua carriera in panchina fu vice di Carlos Alberto Silva prima e di Mário Sérgio poi al Corinthians. Ebbe la sua prima opportunità di sedersi in panchina nel 1994, ma fu l'anno seguente che si stabilì come allenatore di ruolo: difatti, dopo l'esonero di Mário Sérgio, la squadra fu affidata a lui, dapprima provvisoriamente e, in seguito ai buoni risultati, in via definitiva. Vinse il campionato statale e la Coppa del Brasile nello stesso anno, sostenuto dalla prestazioni positive di Marcelinho Carioca, ma in seguito all'eliminazione dalla Coppa Libertadores 1996 fu licenziato. Si sedette poi sulla panchina di Atlético Mineiro, Sport e Portuguesa, e allenò l'América di Natal nel 1998. Nel 2003 fu assunto dal Jacareí ma nel medesimo anno accettò la proposta della società greca dell'Apollon Kalamarias. Con la formazione ellenica fu in carica fino al 2009.

## Palmarès

### Giocatore

#### Club

##### Competizioni nazionali
- Campionato Mineiro: 5

Cruzeiro: 1972, 1973, 1974, 1975, 1977
- Campionato paulista: 2

Corinthians: 1982, 1983

##### Competizioni internazionali
- Coppa Libertadores: 1

Cruzeiro: 1976

### Allenatore

#### Club

##### Competizioni nazionali
- Campionato paulista: 1

Corinthians: 1995
- Coppa del Brasile: 1

Corinthians: 1995